# William Howard Glover
William Howard Glover (Kilburn, barri de Londres, 6 de juny de 1819 - Nova York, Estats Units, 28 d'octubre de 1875) fou un compositor, violinista i crític anglès.
Es donà conèixer avantatjada ment com a concertista i fundà a Londres l'Acadèmia Musical i Dramàtica, primer centre d'aquest gènere establert a Anglaterra. Entre les seves millors produccions, hi figuren l'òpera Ruy Blas, estrenada amb èxit en el Covent Garden, de Londres, el 1861, algunes simfonies i cantates dramàtiques. Durant uns anys va ser crític musical del The Morning Post.